# Athens (contea di Bradford)
Athens è una borough degli Stati Uniti d'America, nella contea di Bradford nello Stato della Pennsylvania. Secondo il censimento del 2000 la popolazione è di 3.415 abitanti.

## Società

### Evoluzione demografica
La composizione etnica vede una maggioranza di quella bianca (97,83%), seguita dagli afroamericani (0,91%) dati del 2000.
| borough di Athens Popolazione |       |
| 2000                          | 3.415 |
| Stima al 2009                 | 3.181 |